# いま世界は
『いま世界は』（いませかいは）は、2010年10月10日から2017年9月24日まで、BS朝日で日曜の夜の時間帯に放送された報道・情報番組である。

## 概要
BS朝日開局10周年特別番組の一環として編成された番組であり、BS朝日とテレビ朝日の共同制作番組である。日本以外の世界の情報に特化した報道・情報番組として開始された。
ANN海外支局の特派員によるリポートや、海外で活躍する日本人へのインタビューなど、様々な国際情報のコーナーで構成された。
番組のキャスターには、テレビ朝日アナウンサーの小松靖とフリーアナウンサーの木佐彩子を起用。この番組で、木佐はフジテレビ在籍時に『FNNスーパーニュース』でキャスターを務めて以来9年ぶりにキャスターとして復帰。木佐は帰国子女であり、小松は過去にANNニューヨーク支局での勤務経験がある。
2011年4月10日より、番組の放送時間が19:00 - 20:54の2時間枠に拡大された。海外のエンターテイメント情報を伝えるコーナーが設置されたほか、東日本大震災の発生もあり、国内のニュースも取り扱う番組構成となった。また、スタジオを『News Access』で使用される65スタジオから、当時テレビ朝日地上波で平日朝に放送されていた情報番組『やじうまテレビ!』で使用される第5スタジオに移転。スタジオセットも『やじうまテレビ!』と共通化された。2013年4月には『やじうまテレビ!』とともに、地上波の夕方の報道番組『スーパーJチャンネル』で使用される第4スタジオのセットに移行。2015年4月からは第5スタジオに戻り、地上波の平日昼の情報・ワイドショー番組『ワイド!スクランブル』のセットが使用された（ただし第4スタジオ時代から、本番組用に電飾等の造作が追加されている）。
2012年4月からは、CS放送の朝日ニュースター（のちにテレ朝チャンネル2に移動）でも時差放送、録画で放送されていたが、数か月で打ち切られ、後にBS朝日の1回のみとなった。
2017年9月24日をもって終了。同年10月8日からは、本番組に代わる報道番組『日曜スクープ』が開始され、本番組に出演した小松と川村晃司も同番組に続投となった。

## 出演者

### 番組終了時点

#### キャスター
- 木佐彩子（フリーアナウンサー）
- 小松靖（テレビ朝日アナウンサー）
- 矢島悠子（同上）

#### コメンテーター
- 川村晃司（テレビ朝日コメンテーター）
- 高橋進（日本総研 副理事長）
- 手嶋龍一（ジャーナリスト）
- 渋谷和宏（日経BP ビジネス局長）
- 伊藤洋一（エコノミスト）
- パトリック・ハーラン（パックンマックン）
- 小西克哉（国際教養大学 教授）
- 五十嵐浩司（前朝日新聞 編集委員）
- ロバート・キャンベル（東京大学大学院 教授）
- 外岡秀俊（元朝日新聞 編集委員）
- 宋文洲（経営コンサルタント）
- 藤原帰一（東京大学大学院 教授）
- 金慶珠（東海大学国際学科 准教授）
- ピーター・バラカン (ブロードキャスター）

### 過去

#### キャスター
- 上宮菜々子（テレビ朝日アナウンサー、2011年4月10日 - 2012年3月25日）
- 堂真理子（同上、2015年4月5日  - 9月27日、2017年7月2日に代理での出演。）
- 宇佐美佑果（当時テレビ朝日アナウンサー、2015年10月4日 - 2016年12月25日）
- 青山愛（当時テレビ朝日アナウンサー、2017年1月8日 - 6月25日）

#### コメンテーター
※肩書きは出演当時。
- 谷口智彦（元外務省副報道官）
- 野村彰男（元朝日新聞アメリカ総局長）
- ロバート・フェルドマン（モルガン・スタンレーMUFG証券）
- 阿達雅志（米国ニューヨーク州弁護士）
- 竹田圭吾（ジャーナリスト）

## 放送時間

### 現在
- 日曜日 18:54 - 20:54（2014年4月6日 - 放送終了、JST）
  - 不定期で特別番組（世界フィギュアスケート国別対抗戦など）で休止となる。

### 過去
- 日曜日 19:00 - 19:54（番組開始時 - 2011年4月3日）

2011年3月13日の放送では、19時から20時まで時間を拡大して放送。同年3月11日に発生した東北地方太平洋沖地震（東日本大震災）のANN報道特別番組（地上波とサイマル放送）を飛び降りして、CMを一切挿入せずに放送された。
- 日曜日 19:00 - 20:54（2011年4月10日 - 2014年3月30日）

## タイムテーブル
- 18:54 ヘッドライン
- 18:56 オープニング
- 18:58　ima-sekaトップストーリーズ
- 19:30頃 世界の賛否両論
- 19:40 世界の新聞
- 19:57 ima-seka特集
- 20:25頃 ワールドウォッチ
- 20:50 提供クレジット
- 20:54 放送終了。

## 主なコーナー
トップストーリーズ
世界の最新ニュース。ANN特派員によるリポートやゲストコメンテーターによる解説でニュースを深く掘り下げている。
世界の新聞
世界の主要紙から話題を紹介。小松が進行を担当する。
ima-seka特集
ANN特派員の取材や、番組オリジナルの特集。月に2回は朝日新聞GLOBEと連動した特集も。取材した朝日新聞記者が生出演することもあった。
ima-ペディア
これからの世界の動きを知る上で、役に立ちそうなキーワードを先取りで紹介するコーナー。
世界の賛否両論
世界で論争になっているテーマを、街頭インタビューを交えて構成。電子メール・Facebook・Twitterで、視聴者から意見の募集もあった。

## テーマ曲
- クリヤマコト「View the World」（2015年1月以降）

- 過去のオープニングテーマ
  - 近藤芳樹「未知なる明日へ」（番組開始時から2012年3月まで）
  - [水流ともゆき「Link with U」
- 過去のエンディングテーマ
  - 傳田真央「Share your world」（番組開始時から2011年4月3日まで）
  - 大知正紘「19歳最後の歌」（2011年4月10日以降）
  - moca「空」

## スタッフ
- ナレーション：加藤沙織・宮林康
- 制作協力：JCTV
- 制作著作：BS朝日・テレビ朝日

## 関連番組
- いま日本は→Live Nippon（土曜日放送のスピンオフ番組　題材が日本国内のニュースのみになっている）